# Parotoplana macrostyla
Parotoplana macrostyla är en plattmaskart som beskrevs av Lanfranchi 1978. Parotoplana macrostyla ingår i släktet Parotoplana och familjen Otoplanidae. Inga underarter finns listade i Catalogue of Life.